# Resolución 117 del Consejo de Seguridad de las Naciones Unidas
La resolución 117 del Consejo de Seguridad de las Naciones Unidas, adoptada sin votación 6 de septiembre de 1956, después de observar con lamento la muerte del juez de la Corte Internacional de Justicia Hsu Mo, el Consejo decidió que la elección para ocupar la posición tomaría lugar en la undécima sesión de la Asamblea General.